# Campanula iserana
Campanula iserana är en klockväxtart som beskrevs av Miloslav Kovanda. Campanula iserana ingår i släktet blåklockor, och familjen klockväxter. Inga underarter finns listade i Catalogue of Life.